# Nam Cát Tiên (xã)
Nam Cát Tiên là một xã thuộc tỉnh Đồng Nai, Việt Nam.

## Địa lý
Xã Nam Cát Tiên có diện tích 30,58 km², dân số năm 2022 là 10.331 người, mật độ dân số đạt 337 người/km².

## Hành chính
Xã Nam Cát Tiên được chia thành 5 ấp: 1, 2, 3, 4, 5, 6, 7.

## Lịch sử
Năm 2016, xã Nam Cát Tiên có 10 ấp: 1, 2, 3, 4, 5, 6, 7, 8, 9, 10. Xã Núi Tượng có 8 ấp: 1, 2A, 2B, 3, 4, 5, 6A, 6B.
Ngày 11 tháng 8 năm 2017, UBND tỉnh Đồng Nai ban hành Quyết định số 2817/QĐ-UBND về việc:
1? Xã Nam Cát Tiên
- Sáp nhập ấp 4 và ấp 5 vào ấp 1.
- Sáp nhập ấp 6 và một phần ấp 2, thành lập ấp 2.
- Sáp nhập phần còn lại của ấp 2 vào ấp 3.
- Thành lập ấp 4 trên cơ sở ấp 7 và ấp 8.
- Thành lập ấp 5: Trên cơ sở sáp nhập ấp 9 và ấp 10.
- Xã Nam Cát Tiên có 5 ấp: 1, 2, 3, 4, 5.

2. Xã Núi Tượng
- Thành lập ấp 1 trên cơ sở ấp 2A và một phần ấp 1, một phần ấp 2B và một phần ấp 3.
- Thành lập ấp 2 trên cơ sở một phần ấp 1, ấp 2B và ấp 3.
- Thành lập ấp 3 trên cơ sở ấp 5 và một phần ấp 4.
- Thành lập ấp 4 trên cơ sở ấp 6A, ấp 6B và một phần ấp 4.
- Xã Núi Tượng có 4 ấp: 1, 2, 3, 4.

Ngày 28 tháng 9 năm 2024, Ủy ban Thường vụ Quốc hội ban hành Nghị quyết số 1194/NQ-UBTVQH15 về việc sắp xếp đơn vị hành chính cấp xã của tỉnh Đồng Nai giai đoạn 2023 – 2025 (nghị quyết có hiệu lực từ ngày 1 tháng 11 năm 2024). Theo đó, sáp nhập toàn bộ 8,18 km² diện tích tự nhiên và quy mô dân số là 3.235 người thuộc ấp 3 và ấp 4 của xã Núi Tượng vào xã Nam Cát Tiên.
Ngày 20 tháng 12 năm 2024, HĐND tỉnh Đồng Nai ban hành Nghị quyết số 75/NQ-HĐND về việc:
- Đổi tên Ấp 3 của xã Núi Tượng cũ thành Ấp 6 thuộc xã Nam Cát Tiên.
- Đổi tên Ấp 4 của xã Núi Tượng cũ thành Ấp 7 thuộc xã Nam Cát Tiên.